# Волков, Виктор Николаевич (учёный)
Виктор Николаевич Волков (1934—1998) — советский и российский учёный, кандидат технических наук, доцент.

## Биография
Родился 17 ноября 1934 года в городе Орехово-Зуево Московской области.
Трудовую деятельность начал в 1949 году слесарем-электриком по ремонту электросчетчиков, затем служил в Советской армии. Стал членом КПСС.
В 1958 году поступил в Московский энергетический институт, по окончании которого был направлен в Смоленский филиал MЭИ. Работал здесь ассистентом, старшим преподавателем кафедры промышленной электроники, деканом факультета автоматики и электронной техники. Окончив аспирантуру, защитил кандидатскую диссертацию. В 1964–1968 годах возглавлял кафедру «Промышленная электроника» (ныне кафедра «Электроника и микропроцессорная техника»).
С 1983 года Волков возглавлял Смоленский филиал Московского энергетического института (по 1994 год). Успешно проводил научную и педагогическую работу, являлся членом ученого Совета, председателем конкурсной комиссии и методического Совета смоленского филиала. Одновременно занимался общественной работой — являлся внештатным сотрудником комитета народного контроля при Смоленском обкоме КПСС.
Умер 30 января 1998 года в Смоленске. Похоронен на городском Одинцовском кладбище.
За успехи в учебно-воспитательной и научно-исследовательской работе был награжден Почетными грамотами Минвуза СССР, значком «Отличник энергетики и электрификации СССР».